# 게리 바만

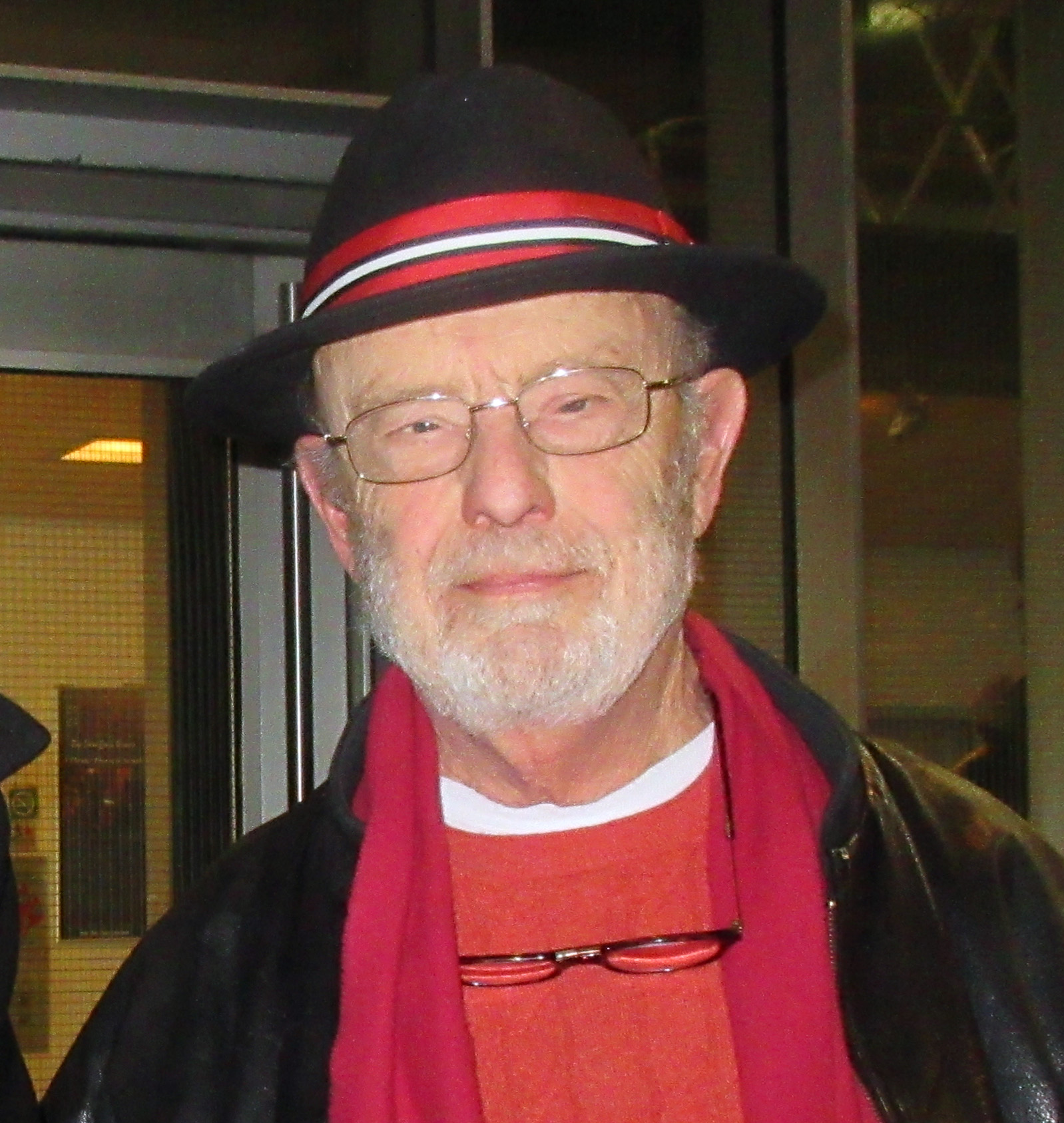
2019년 모습

제리 배먼(Gerry Bamman, 영어 발음: /ˈdʒɛri ˈbæmən/, 1941년 9월 18일 ~ )은 미국의 배우이다.

## 출연 작품
- 어 시크릿 프로미스 (2009년) - 스튜어트 역
- 어라운드 더 벤드 (2004년)
- 쿡아웃 (2004년) - 버틀러 역
- 런어웨이 (2003년)
- 더블 웨미 (2001년)
- 세컨드 허니문 (2000년)
- 투 패밀리 하우스 (2000년)
- 슈퍼스타 (1999년)
- 패션 오브 마인드 (1999년)
- 위대한 유산 (1998년)
- 에이리언 마스터 (1994년)
- 위기의 결합 (1993년)
- 하트랜드의 연쇄 살인 (1993년)
- 로렌조 오일 (1992년) - 닥터 주데런 역
- 나 홀로 집에 2 - 뉴욕을 헤매다 (1992년) - 프랭크 맥콜리스터 역
- 보디가드 (1992년) - 레이 코트 역
- 탈주자(영어판) (1991년)
- 대강탈 (1991년)
- 광란의 시간 (1990년)
- 나 홀로 집에 (1990년) - 삼촌 프랭크 맥콜리스터 역
- 암흑의 차이나타운 (1989년)
- 야망의 브로드웨이 (1989년)
- 핑크 캐딜락 (1989년)
- 형사 타격대 (1989년)
- 하이딩 아웃 (1987, Hiding Out)
- 나의 성공의 비밀 (1987년)
- 마리안나가의 여인 (1986년)
- 탐정 스펜서 (1985년)
- 올드 이너프 (1984년)
- 물 위의 번개 (1980년)

### 텔레비전
- 로앤오더: 범죄 전담반 (1991, 1995, 1996-2001)
- 로앤오더: 성범죄 전담반 (2000, 2002)
- 레스큐 미 (2004)